# Jordan Walsh
Pour les articles homonymes, voir Walsh.
Jordan E. Walsh, né le 3 mars 2004 à Dallas dans le Texas, est un joueur américain de basket-ball. Il évolue au poste d'ailier.

## Biographie

### Carrière universitaire
Entre 2022 et 2023, il joue pour les Razorbacks de l'Arkansas à l'université de l'Arkansas.

### Carrière professionnelle
Il est choisi en 38e position par les Kings de Sacramento, pour les Celtics de Boston, lors de la draft 2023 de la NBA.

## Palmarès

### Lycée
- McDonald's All-American en 2022
- Jordan Brand Classic en 2022

### NBA
- Champion NBA en 2024 avec les Celtics de Boston.

## Statistiques
gras = ses meilleures performances

### Universitaires
| Saison    | Équipe   | Matchs | Titul. | Min./m | % Tir | % 3pts | % LF | Rbds/m. | Pass/m. | Int/m. | Ctr/m. | Pts/m. |
| --------- | -------- | ------ | ------ | ------ | ----- | ------ | ---- | ------- | ------- | ------ | ------ | ------ |
| 2022-2023 | Arkansas | 36     | 26     | 24,4   | 43,3  | 27,8   | 71,2 | 3,92    | 0,92    | 1,11   | 0,47   | 7,08   |
| Carrière  | Carrière | 36     | 26     | 24,4   | 43,3  | 27,8   | 71,2 | 3,92    | 0,92    | 1,11   | 0,47   | 7,08   |